# لشکر ۲ کانادا
لشکر ۲ کانادا (فرانسوی: 2e Division du Canada‎) لشکر پیاده‌نظام نیروی زمینی کانادا است، که در سال ۱۹۱۵ تأسیس شد. ستاد فرماندهی و پادگان لشکر ۲ کانادا در سی‌اف‌بی والکرتیر قرار دارد.
لشکر فعلی در سال ۲۰۱۳، زمانی که منطقه نیروی زمینی کبک تغییر نام داد، ایجاد شد. واحد اصلی مستقر در این لشکر، هنگ ۲۲ سلطنتی مستقر در پایگاه هوایی والکارتیه در نزدیکی شهر کبک است که بزرگترین هنگ در ارتش کانادا محسوب می‌شود.
این لشکر ریشه تاریخی خود را از تشکیلاتی می‌گیرد که در طول جنگ‌های جهانی اول و دوم وجود داشتند.